# Przesyłki nadzwyczajne
Przesyłka nadzwyczajna – w transporcie kolejowym określa się w ten sposób przesyłki, które ze względu na kształt, rozmiar, masę albo drogę przewozu potrzebują szczególnych warunków do przewozu lub czynności ładunkowych.